# 演化人類學
演化人類學（evolutionary anthropology）研究介於人科及非人靈長類的演化與社會行為之間的關係。它包括：
- 研究人類演化的人類學。
- 研究人類行為的社會文化演化。
- 對於人類技術跨越時空的變遷過程，所做的考古學研究。
- 研究人類遺傳學，以及人類基因組隨著時間推移而發生的變遷。
- 研究演化心理學與演化語言學

演化人類學同時關注人類的生物演化和文化演化，包括過去和現在。它大多依據科學研究方法，並匯集考古學、行为生态学、神經科學、心理學、靈長類動物學與遺傳學等領域 。這是一個充滿活力和跨學科領域，運用了許多的證據路線以了解人類的經驗，包括過去和現在。
對生物演化的研究一般關注人類形體的演化。文化演變的研究包括文化歷經時間和空間的變遷，而且經常包括Cultural learning模型。請注意，文化演化有別於生物演化，而且人類文化包括文化訊息的傳播，它的行為方式明顯有別於人类生物学和遺傳學。目前透過支序分類學和遺傳學模型，對於文化變遷的研究正逐漸增加。

## 參閱
- 演化心理學

## 外部連結
- 演化人類學會（Evolutionary Anthropology Society） （页面存档备份，存于）
- 德國麥斯普蘭克演化人類學研究所（Max Planck Institute for Evolutionary Anthropology） （页面存档备份，存于）
- 《演化人類學》（Evolutionary Anthropology）[永久] – 期刊